# PowerMEMS
PowerMEMS avser mikroelektromekaniska system (MEMS) som är utformade för att skörda energi från sin omgivning, exempelvis i form av termisk (strålning) eller mekanisk energi (vibrationer). PowerMEMS spelar en viktig roll i skapandet av nya autonoma system som en del i Internet of Things (IoT). Detta kan exempelvis innebära en bilräknande sensor som sitter monterad på en bro och skördar all nödvändig energi från vibrationer av förbikörande bilar. Energin används till att driva räknaren och att överföra datan. I detta exempel är den energiskördande enheten en form av PowerMEMS.